# Tacuara y Chamorro, pichones de hombre
Tacuara y Chamorro, pichones de hombre es una película de Argentina filmada en colores dirigida por Catrano Catrani según su propio guion escrito en colaboración con Vlasta Lah y Augusto Ravé según los cuentos Tacuara y Chamorro y Los oscuros remansos, de Leopoldo Chizzini Melo que se estrenó el 1 de junio de 1967 y que tuvo como protagonistas a Rodolfo Di Nucci, Gabriel R. Avalos, Ginette Acevedo y Julio Molina Cabral. Esta película marca el debut de Sandro en el cine, en el papel de Severino.
La película fue filmada en Coronda, provincia de Santa Fe y está dedicada a la memoria de Walt Disney.

## Sinopsis
Las travesuras de dos chicos que viven en una estancia.

## Reparto
- Rodolfo Di Nucci … Tacuara
- Gabriel R. Avalos … Chamorro
- Ginette Acevedo … Doña Micaela, madre de Chamorro
- Julio Molina Cabral … Don Goyo, capataz de la estancia
- Sandro … Severino, "Cara de Zorrino"
- María Rosa Solari … Emerenciana, "Doña Ronquido"

## Comentarios
Jaime Potenze dijo en La Prensa:

”Los responsables de este film han elevado la puntería, pero lamentablemente no dan todavía en el blanco. Han tratado de hacer una película limpia y que salga de lo trillado, pero les ha faltado vuelo y les ha sobrado amerengamiento”.

La Razón opinó:

”Son pichones pero pueden volar alto”.

Manrupe y Portela escriben:

”Propuesta de Catrani para un público infantil, intentando aprovechar el éxito de Santiago querido con el mismo niño como protagonista. Interesante aunque no completamente lograda”.